# Station Kew Gardens
Kew Gardens is een station van National Rail, London Overground aan de North London Line en de metro van Londen aan de District Line dat is geopend in 1869. Station Kew Gardens is eigendom van Network Rail en wordt beheerd door London Underground.

## Geschiedenis
Het station werd geopend door de London and South Western Railway (L&SWR) op 1 januari 1869 in een gebied met moestuinen en boomgaarden. Het station bevond aan een nieuwe L&SWR tak, de West London Joint Railway, tussen Addison Road en Richmond, die op dezelfde dag werd geopend. Deze lijn liep via een boog ten noorden van Addisson Road langs Hammersmith (Grove Road), dat op 31 december 1906 werd gesloten, Turnham Green en Gunnersbury. Door de verbindingssporen bij Gunnersbury kon de North Londen Railway, de latere North London Line van de overground, tussen Gunnersbury en Richmond ook over de sporen van de West London Joint Railway rijden. Sinds 1933 maakt het deel tussen Richmond en Ravenscourt Park, waaronder Kew Gardens, onderdeel uit van de District Line. 
De Great Western Railway (GWR) onderhield korte tijd (1 juni - 31 oktober 1870) een dienst tussen langs Kew Gardens via de Hammersmith & City Railway, de latere Hammersmith & City Line, het viaduct bij Grove Road en de sporen van de L&SWR langs Turnham Green.
Op 1 juni 1877 trok de District Railway (DR) haar westtak door vanaf het toenmalige eindpunt Hammersmith.  De sporen werden bij het Grove Road viaduct aangesloten op die van de West London Joint Railway, waarop de District Railway-diensten naar Richmond begon. Concurrent Metropolitan Railway, de latere Metropolitan Line, begon op 1 oktober 1877 eveneens diensten naar Richmond via de route die in 1870 door de GWR was gebruikt. De DR tussen Richmond en het centrum van Londen via Hammersmith was korter dan andere routes, de NLR via Willesden Junction, de L&SWR en de MR via station Grove Road en de L&SWR via Clapham Junction naar Waterloo. Op 1 januari 1894 kwam de GWR terug met een gezamenlijke dienst met de, wat tot gevolg had dat vijf verschillende spoorwegmaatschappijen Kew Gardens bedienden.
Na de elektrificatie ten noorden van Acton Town in 1903, bekostigde de DR de elektrificatie tussen Richmond en Gunnersbury die op 1 augustus 1905 werd voltooid. Als enige reed de DR elektrisch op de lijn, terwijl de concurrenten L&SWR, NLR, GWR en MR met stoomtractie bleven rijden. MR staakte haar diensten op Richmond op 31 december 1906, vier jaar later droeg GWR haar diensten over aan DR, NLR en L&SWR. Op 3 juni 1916 staakte L&SWR de dienst tussen Addison Road en Richmond in de concurrentieslag met de DR. Het gevolg was dat alleen de metrodiensten van DR en de voorstadsdiensten van NLR via Willesden Junction overbleven.
Eind jaren 80 van de twintigste eeuw werd het station opgeknapt. Een koperen plaquette op het station werd aangebracht bij de heropening op 7 oktober 1989 door de Britse verkeersminister Michael Portillo.

## Ligging en inrichting
Het station ligt bij de kruising van Station Parade, Station Avenue en Station Approach, ongeveer 90 meter ten oosten van Sandycombe Road, de winkelstraat van Kew. Via de Lichfield Road zijn, ongeveer 460 meter ten westen van het station, de naamgevende botanische tuinen Kew Gardens bereikbaar.  Aan de oostkant van de sporen liggen een rolstoeltoegankelijke ingang en een trap met tien treden aan North Road. Ruim 550 meter ten noordoosten van het station ligt het Britse nationaal archief aan de Theems. Het station kent geen liften en spoor 2 richting het centrum van Londen ligt op de begane grond. Reizigers die aan de andere kant van het spoor moeten zijn kunnen via de voetgangerstunnel met 15 traptreden aan de oostkant en 22 bij het stationsplein of via de voetgangersbrug met 30 treden aan beide zijden. Reizigers die de trappen willen vermijden kunnen beter doorrijden naar Richmond en dan terugrijden naar Kew Gardens.
Het twee verdiepingen tellende stationsgebouw en het bijgebouw zijn buitengewoon mooie voorbeelden van mid-Victoriaanse spoorwegarchitectuur en zijn onderdeel van het beschermde landschap Kew Gardens. Het station is een van de weinige overgebleven 19e-eeuwse stations op de North London Line en had een van de laatste verlichte voorseinen bij de London Underground. Dit voorsein is in 2011 vervangen door een elektronische versie. Als enige op het Londense metronet heeft Kew Gardens een pub in het station. De pub had een deur bij het perron langs spoor 1. De pub heette The Railway, maar gaat sinds de verbouwing in 2013 verder als The Tap on the Line.
Ten zuiden van de stationsgebouwen ligt een loopbrug die op de monumentenlijst is geplaatst. De spoorlijn sneed Kew in tweeën het station maar pas in 1912 werd een brug aangelegd zodat de bewoners veilig konden oversteken. Het is een zeldzaam bewaard gebleven voorbeeld van een constructie van gewapend beton die gebouwd werd met een baanbrekende techniek die is bedacht door de Franse ingenieur François Hennebique. Het smalle brugdek wordt geflankeerd door zeer hoge muren die destijds werden geplaatst om de kleding van de overstekers te beschermen tegen de rook van de passerende stoomtreinen. Aan de buitenkant zijn uitsteeksels aangebracht om de rook weg te leiden van de brug. In 2004 werd de brug onder leiding van The Kew Society gerestaureerd met een subsidie van het Heritage Lottery Fund. In juli 2017 werden zorgen geuit over de veiligheid van de opbouw van brug. Het station werd onder de naam Hove West getoond in de aflevering Smoke and Shadows van de BCC serie Love Soup die op 1 maart 2008 werd uitgezonden.

## Reizigersdiensten
De ondergrondse en bovengrondse diensten worden gereden met treinstellen van respectievelijk serie S7 en British Rail Class 378. 
- De underground rijdt 6 keer per uur naar Upminster en zes keer per uur naar Richmond.
- De overground rijdt 4 keer per uur naar Strattord en 4 keer per uur naar Richmond.